# Mordellistena andreae
Mordellistena andreae là một loài bọ cánh cứng trong họ Mordellidae. Loài này được LeConte miêu tả khoa học năm 1862.